# Georges Bugnet
Georges Bugnet   (Chalon-sur-Saône, 23 de febrer de 1879 - Saint Albert, 11 de gener de 1981) fou un escriptor, periodista i horticultor franco-canadenc.

## Biografia
Estudià a diversos col·legis, amb els missioners oblats a la Universitat de Dijon, feu diverses estades als seminaris locals i fou redactor de diversos periòdics catòlics. Després d'haver trobat un missioner colonitzador, s'establí de seguida a Saint-Boniface, a Manitoba el 1905 i a Rich Valley, a Alberta.
Fou autor de diverses novel·les, que publicà amb el pseudònim d'Henri Doutremont, contribuí així a fundar l'Association canadienne-française de l'Alberta i rebé la condecoració de les Palmes Acadèmiques. Durant trenta anys dirigí el districte escolar de Lac-Sainte-Anne.

## Obres publicades
- Le Lys de sang, 1923
- Nypsya, 1924
- Le Pin du muskeg, 1924
- La Défaite, 1934
- Siraf, 1934
- La Forêt, 1935
- La Forêt, 1936
- Les Voix de la solitude, 1938
- Hymne à la nuit, 1939
- Canadiana, 1941
- Albertaines : anthologie d'œuvres courtes en prose, 1981